# Zeta Centauri
Désignations
Zeta Centauri (ζ Cen / ζ Centauri) est une étoile binaire de la constellation australe du Centaure. Elle porte également le nom traditionnel Alnair ou Al-Na'ir al Batn, de l'arabe البطن الناير Al-Na'ir al-baţn[u] signifiant « la brillante de l'estomac ». Sa magnitude apparente combinée est de 2,55. D'après la mesure de sa parallaxe annuelle par le satellite Hipparcos, le système est distant d'environ ∼ 382 a.l. (∼ 117 pc) de la Terre.
Zeta Centauri est une étoile binaire spectroscopique avec une période un peu supérieure à 8 jours et une excentricité orbitale estimée à 0,5. Ses composantes sont deux étoiles bleu-blanc de types spectraux B1 IV et B2 V. Le télescope spatial TESS a mis en évidence que le système est une étoile à battements de cœur (HB) avec une période égale à sa période orbitale. Il montre également une variabilité intrinsèque attribuée à la fois à des pulsations de type SPB et β Cephei.